# قصعين أفلومسي
قصعين أفلومسي (الاسم العلمي:Salvia phlomoides) هو نوع من النباتات يتبع جنس القصعين من الفصيلة الشفوية.